# 弗洛拉鎮區 (堪薩斯州迪金森縣)
弗洛拉鎮區（英語：Flora Township）為美國堪薩斯州迪金森縣轄下的鎮區。2010年美国人口普查中此鎮區人口有217人。

## 地理
弗洛拉鎮區涵蓋總面積為93.1平方（35.96平方英里），其中陸地面積為92.7平方（35.78平方英里），水域面積為0.47平方（0.18平方英里）或0.50%。海拔高度397（1,302英尺）。

## 人口統計
根據2010年美國人口普查，弗洛拉鎮區人口有217人，其中男性有116人，女性有101人，人口密度為每平方公里2.33人，住房計120戶。鎮區內的白人有190人，非裔美國人有0人，美洲原住民有4人，亞裔美國人有1人，太平洋島裔美國人有0人，其他種族有14人，混血種族則有8人。此外鎮區內有16人為西班牙裔或拉丁裔美國人。此鎮區之年齡中位數為40.8歲，而男性年齡中位數為38.0歲，女性年齡中位數為46.2歲。